# 18e étape du Tour d'Italie 2019
Pour un article plus général, voir Tour d'Italie 2019.

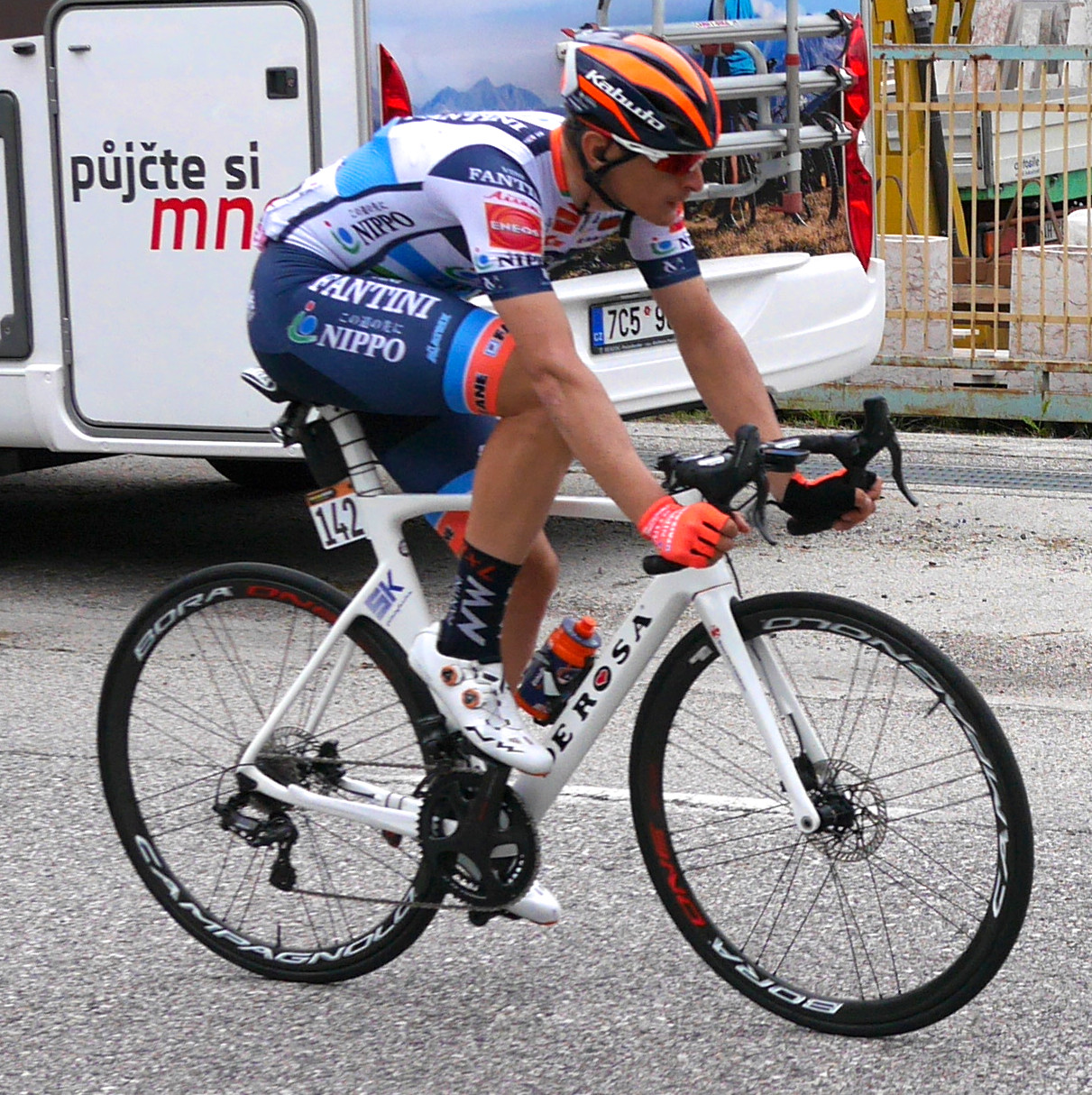
Damiano Cima lors de l'étape.

La 18e étape du Tour d'Italie 2019 se déroule le jeudi 30 mai 2019, entre Valdaora et Santa Maria di Sala, sur une distance de 220 km, remportée par Damiano Cima.

## Parcours
Cette étape de plaine emprunte essentiellement des passages en descente. Une seule ascension répertoriée, sans grande difficulté, à Pieve d’Alpago. Les 10 derniers kilomètres sont complètement plats, avec quelques virages à angle droit. Les routes sont larges et avec un bon revêtement. La dernière ligne droite est longue de 2.000 mètres, large de 7,5 mètres, sur l’asphalte.

## Déroulement de la course
Un peloton de 143 coureurs a passé le kilomètre 0. Valerio Conti, porteur du maillot rose pendant six étapes, est non partant. 8 coureurs se sont détachés après 10 km de course, mais ils sont repris après 20 km avant une longue descente où 9 autres coureurs tentent de sortir mais sont repris. Au km 50, trois hommes sortent : Nico Denz, Mirco Maestri et Damiano Cima. Ils prennent rapidement plus de 3' d'avance. Au sommet de la seule ascension du jour, Cima passe en tête. Les trois hommes ont à ce moment 6' d'avance sur le peloton. La Dimension Data participe à la poursuite derrière les échappés, l'écart redescendant à 4'20 à 85 km de l'arrivée. Le sprint intermédiaire est remporté par Maestri, tandis que Démare passe devant Ackermann dans le peloton. À 25 km de l'arrivée, l'échappée compte toujours 3' d'avance. Le peloton se met alors en action. Le trio de tête arrive au deuxième sprint intermédiaire mais il n'est pas disputé, Cima y passe en tête, le peloton est 2' plus loin. La Bora-Hansgrohe donne absolument tout en tête de peloton, bien aidé par des Israel Cycling Academy, faisant fondre l'écart à 1' à 9 km de l'arrivée. Dans les 5 derniers kilomètres, la bataille fait rage entre les échappés et le peloton, il y a encore 45" à combler. La Deceuninck-Quick Step travaille à la poursuite, alors qu'à l'avant, Denz pose une grosse accélération, mais est rapidement reprise. Les hommes commencent à se regarder, alors que le but approche. La Groupama-FDJ commence à rouler pour aider leur poulain Démare. Il y a 15" d'écart et devant les hommes se regardent, pour voir qui initiera le sprint. Denz se lance de loin, mais est débordé par Cima qui remporte la victoire, résistant au retour d'Ackermann qui échoue à quelques mètres. et doit se contenter de la seconde place. Démare finit huitième. Il perd le maillot du classement par points, qui retourne sur les épaules de Pascal Ackermann. Carapaz conserve son maillot rose de leader avant deux grosses étapes de montagne.

## Résultats

### Classement de l'étape
| \| Classement de l'étape \| Classement de l'étape \| Classement de l'étape \| Classement de l'étape \| Classement de l'étape \| \| Coureur \| Coureur \| Pays \| Équipe \| Temps \| \| --------------------- \| --------------------- \| --------------------- \| --------------------------- \| --------------------- \| \| 1er \| Damiano Cima \| Italie \| Nippo-Vini Fantini-Faizanè \| 4 h 56 min 04 s \| \| 2e \| Pascal Ackermann \| Allemagne \| Bora-Hansgrohe \| + 0 s \| \| 3e \| Simone Consonni \| Italie \| UAE Team Emirates \| + 0 s \| \| 4e \| Florian Sénéchal \| France \| Deceuninck-Quick Step \| + 0 s \| \| 5e \| Ryan Gibbons \| Afrique du Sud \| Dimension Data \| + 0 s \| \| 6e \| Manuel Belletti \| Italie \| Androni Giocattoli-Sidermec \| + 0 s \| \| 7e \| Davide Cimolai \| Italie \| Israel Cycling Academy \| + 0 s \| \| 8e \| Arnaud Démare \| France \| Groupama-FDJ \| + 0 s \| \| 9e \| Sean Bennett \| États-Unis \| EF Education First \| + 0 s \| \| 10e \| Mirco Maestri \| Italie \| Bardiani CSF \| + 0 s \| |                  |                |                             |                 |
| |                  |                |                             |                 |
| Source : ProCyclingStats |                  |                |                             |                 |
| Classement de l'étape |                  |                |                             |                 |
| Coureur | Coureur          | Pays           | Équipe                      | Temps           |
| 1er | Damiano Cima     | Italie         | Nippo-Vini Fantini-Faizanè  | 4 h 56 min 04 s |
| 2e | Pascal Ackermann | Allemagne      | Bora-Hansgrohe              | + 0 s           |
| 3e | Simone Consonni  | Italie         | UAE Team Emirates           | + 0 s           |
| 4e | Florian Sénéchal | France         | Deceuninck-Quick Step       | + 0 s           |
| 5e | Ryan Gibbons     | Afrique du Sud | Dimension Data              | + 0 s           |
| 6e | Manuel Belletti  | Italie         | Androni Giocattoli-Sidermec | + 0 s           |
| 7e | Davide Cimolai   | Italie         | Israel Cycling Academy      | + 0 s           |
| 8e | Arnaud Démare    | France         | Groupama-FDJ                | + 0 s           |
| 9e | Sean Bennett     | États-Unis     | EF Education First          | + 0 s           |
| 10e | Mirco Maestri    | Italie         | Bardiani CSF                | + 0 s           |

## Classements à l'issue de l'étape

### Classement général
| \| Classement général \| Classement général \| Classement général \| Classement général \| Classement général \| \| Coureur \| Coureur \| Pays \| Équipe \| Temps \| \| ------------------ \| ------------------ \| ------------------ \| ------------------ \| ------------------ \| \| 1er \| Richard Carapaz \| Équateur \| Movistar Team \| 79 h 44 min 22 s \| \| 2e \| Vincenzo Nibali \| Italie \| Bahrain-Merida \| + 1 min 54 s \| \| 3e \| Primož Roglič \| Slovénie \| Team Jumbo-Visma \| + 2 min 16 s \| \| 4e \| Mikel Landa \| Espagne \| Movistar Team \| + 3 min 03 s \| \| 5e \| Bauke Mollema \| Pays-Bas \| Trek-Segafredo \| + 5 min 07 s \| \| 6e \| Miguel Ángel López \| Colombie \| Astana \| + 6 min 17 s \| \| 7e \| Rafał Majka \| Pologne \| Bora-Hansgrohe \| + 6 min 48 s \| \| 8e \| Simon Yates \| Royaume-Uni \| Mitchelton-Scott \| + 7 min 13 s \| \| 9e \| Pavel Sivakov \| Russie \| Team Ineos \| + 8 min 21 s \| \| 10e \| Davide Formolo \| Italie \| Bora-Hansgrohe \| + 8 min 59 s \| |                    |             |                  |                  |
| |                    |             |                  |                  |
| Source : ProCyclingStats |                    |             |                  |                  |
| Classement général |                    |             |                  |                  |
| Coureur | Coureur            | Pays        | Équipe           | Temps            |
| 1er | Richard Carapaz    | Équateur    | Movistar Team    | 79 h 44 min 22 s |
| 2e | Vincenzo Nibali    | Italie      | Bahrain-Merida   | + 1 min 54 s     |
| 3e | Primož Roglič      | Slovénie    | Team Jumbo-Visma | + 2 min 16 s     |
| 4e | Mikel Landa        | Espagne     | Movistar Team    | + 3 min 03 s     |
| 5e | Bauke Mollema      | Pays-Bas    | Trek-Segafredo   | + 5 min 07 s     |
| 6e | Miguel Ángel López | Colombie    | Astana           | + 6 min 17 s     |
| 7e | Rafał Majka        | Pologne     | Bora-Hansgrohe   | + 6 min 48 s     |
| 8e | Simon Yates        | Royaume-Uni | Mitchelton-Scott | + 7 min 13 s     |
| 9e | Pavel Sivakov      | Russie      | Team Ineos       | + 8 min 21 s     |
| 10e | Davide Formolo     | Italie      | Bora-Hansgrohe   | + 8 min 59 s     |

| Classement par points | Classement par points | Classement par points | Classement par points       | Classement par points |
| Coureur               | Coureur               | Pays                  | Équipe                      | Points                |
| --------------------- | --------------------- | --------------------- | --------------------------- | --------------------- |
| 1er                   | Pascal Ackermann      | Allemagne             | Bora-Hansgrohe              | 226 pts               |
| 2e                    | Arnaud Démare         | France                | Groupama-FDJ                | 213 pts               |
| 3e                    | Damiano Cima          | Italie                | Nippo-Vini Fantini-Faizanè  | 104 pts               |
| 4e                    | Richard Carapaz       | Équateur              | Movistar Team               | 83 pts                |
| 5e                    | Fausto Masnada        | Italie                | Androni Giocattoli-Sidermec | 81 pts                |
| 6e                    | Davide Cimolai        | Italie                | Israel Cycling Academy      | 60 pts                |
| 7e                    | Mirco Maestri         | Italie                | Bardiani CSF                | 54 pts                |
| 8e                    | Primož Roglič         | Slovénie              | Team Jumbo-Visma            | 49 pts                |
| 9e                    | Manuel Belletti       | Italie                | Androni Giocattoli-Sidermec | 45 pts                |
| 10e                   | José Joaquín Rojas    | Espagne               | Movistar Team               | 44 pts                |

| Classement par points | Classement par points | Classement par points | Classement par points       | Classement par points |
| Coureur               | Coureur               | Pays                  | Équipe                      | Points                |
| --------------------- | --------------------- | --------------------- | --------------------------- | --------------------- |
| 1er                   | Pascal Ackermann      | Allemagne             | Bora-Hansgrohe              | 226 pts               |
| 2e                    | Arnaud Démare         | France                | Groupama-FDJ                | 213 pts               |
| 3e                    | Damiano Cima          | Italie                | Nippo-Vini Fantini-Faizanè  | 104 pts               |
| 4e                    | Richard Carapaz       | Équateur              | Movistar Team               | 83 pts                |
| 5e                    | Fausto Masnada        | Italie                | Androni Giocattoli-Sidermec | 81 pts                |
| 6e                    | Davide Cimolai        | Italie                | Israel Cycling Academy      | 60 pts                |
| 7e                    | Mirco Maestri         | Italie                | Bardiani CSF                | 54 pts                |
| 8e                    | Primož Roglič         | Slovénie              | Team Jumbo-Visma            | 49 pts                |
| 9e                    | Manuel Belletti       | Italie                | Androni Giocattoli-Sidermec | 45 pts                |
| 10e                   | José Joaquín Rojas    | Espagne               | Movistar Team               | 44 pts                |

| Classement de la montagne | Classement de la montagne | Classement de la montagne | Classement de la montagne   | Classement de la montagne |
| Coureur                   | Coureur                   | Pays                      | Équipe                      | Points                    |
| ------------------------- | ------------------------- | ------------------------- | --------------------------- | ------------------------- |
| 1er                       | Giulio Ciccone            | Italie                    | Trek-Segafredo              | 229 pts                   |
| 2e                        | Richard Carapaz           | Équateur                  | Movistar Team               | 66 pts                    |
| 3e                        | Fausto Masnada            | Italie                    | Androni Giocattoli-Sidermec | 57 pts                    |
| 4e                        | Mattia Cattaneo           | Italie                    | Androni Giocattoli-Sidermec | 53 pts                    |
| 5e                        | Damiano Caruso            | Italie                    | Bahrain-Merida              | 48 pts                    |
| 6e                        | Ilnur Zakarin             | Russie                    | Katusha-Alpecin             | 42 pts                    |
| 7e                        | Gianluca Brambilla        | Italie                    | Trek-Segafredo              | 40 pts                    |
| 8e                        | Dario Cataldo             | Italie                    | Astana                      | 39 pts                    |
| 9e                        | Mikel Nieve               | Espagne                   | Mitchelton-Scott            | 37 pts                    |
| 10e                       | Primož Roglič             | Slovénie                  | Team Jumbo-Visma            | 30 pts                    |

| Classement de la montagne | Classement de la montagne | Classement de la montagne | Classement de la montagne   | Classement de la montagne |
| Coureur                   | Coureur                   | Pays                      | Équipe                      | Points                    |
| ------------------------- | ------------------------- | ------------------------- | --------------------------- | ------------------------- |
| 1er                       | Giulio Ciccone            | Italie                    | Trek-Segafredo              | 229 pts                   |
| 2e                        | Richard Carapaz           | Équateur                  | Movistar Team               | 66 pts                    |
| 3e                        | Fausto Masnada            | Italie                    | Androni Giocattoli-Sidermec | 57 pts                    |
| 4e                        | Mattia Cattaneo           | Italie                    | Androni Giocattoli-Sidermec | 53 pts                    |
| 5e                        | Damiano Caruso            | Italie                    | Bahrain-Merida              | 48 pts                    |
| 6e                        | Ilnur Zakarin             | Russie                    | Katusha-Alpecin             | 42 pts                    |
| 7e                        | Gianluca Brambilla        | Italie                    | Trek-Segafredo              | 40 pts                    |
| 8e                        | Dario Cataldo             | Italie                    | Astana                      | 39 pts                    |
| 9e                        | Mikel Nieve               | Espagne                   | Mitchelton-Scott            | 37 pts                    |
| 10e                       | Primož Roglič             | Slovénie                  | Team Jumbo-Visma            | 30 pts                    |

| Classement du meilleur jeune | Classement du meilleur jeune | Classement du meilleur jeune | Classement du meilleur jeune | Classement du meilleur jeune |
| Coureur                      | Coureur                      | Pays                         | Équipe                       | Temps                        |
| ---------------------------- | ---------------------------- | ---------------------------- | ---------------------------- | ---------------------------- |
| 1er                          | Miguel Ángel López           | Colombie                     | Astana                       | 79 h 50 min 39 s             |
| 2e                           | Pavel Sivakov                | Russie                       | Team Ineos                   | + 2 min 04 s                 |
| 3e                           | Hugh Carthy                  | Royaume-Uni                  | EF Education First           | + 8 min 34 s                 |
| 4e                           | Valentin Madouas             | France                       | Groupama-FDJ                 | + 13 min 28 s                |
| 5e                           | Giulio Ciccone               | Italie                       | Trek-Segafredo               | + 19 min 09 s                |
| 6e                           | Eddie Dunbar                 | Irlande                      | Team Ineos                   | + 31 min 03 s                |
| 7e                           | Lucas Hamilton               | Australie                    | Mitchelton-Scott             | + 56 min 42 s                |
| 8e                           | Ben O'Connor                 | Australie                    | Dimension Data               | + 56 min 46 s                |
| 9e                           | Chris Hamilton               | Australie                    | Team Sunweb                  | + 1 min 03 s                 |
| 10e                          | Iván Sosa                    | Colombie                     | Team Ineos                   | + 1 min 08 s                 |

| Classement du meilleur jeune | Classement du meilleur jeune | Classement du meilleur jeune | Classement du meilleur jeune | Classement du meilleur jeune |
| Coureur                      | Coureur                      | Pays                         | Équipe                       | Temps                        |
| ---------------------------- | ---------------------------- | ---------------------------- | ---------------------------- | ---------------------------- |
| 1er                          | Miguel Ángel López           | Colombie                     | Astana                       | 79 h 50 min 39 s             |
| 2e                           | Pavel Sivakov                | Russie                       | Team Ineos                   | + 2 min 04 s                 |
| 3e                           | Hugh Carthy                  | Royaume-Uni                  | EF Education First           | + 8 min 34 s                 |
| 4e                           | Valentin Madouas             | France                       | Groupama-FDJ                 | + 13 min 28 s                |
| 5e                           | Giulio Ciccone               | Italie                       | Trek-Segafredo               | + 19 min 09 s                |
| 6e                           | Eddie Dunbar                 | Irlande                      | Team Ineos                   | + 31 min 03 s                |
| 7e                           | Lucas Hamilton               | Australie                    | Mitchelton-Scott             | + 56 min 42 s                |
| 8e                           | Ben O'Connor                 | Australie                    | Dimension Data               | + 56 min 46 s                |
| 9e                           | Chris Hamilton               | Australie                    | Team Sunweb                  | + 1 min 03 s                 |
| 10e                          | Iván Sosa                    | Colombie                     | Team Ineos                   | + 1 min 08 s                 |

| Classement par équipes | Classement par équipes      | Classement par équipes | Classement par équipes |
| Équipe                 | Équipe                      | Pays                   | Temps                  |
| ---------------------- | --------------------------- | ---------------------- | ---------------------- |
| 1re                    | Movistar Team               | Espagne                | 239 h 38 min 17 s      |
| 2e                     | Bahrain-Merida              | Bahreïn                | + 27 min 01 s          |
| 3e                     | Astana                      | Kazakhstan             | + 28 min 04 s          |
| 4e                     | EF Education First          | États-Unis             | + 31 min 47 s          |
| 5e                     | Ineos                       | Royaume-Uni            | + 35 min 20 s          |
| 6e                     | Mitchelton-Scott            | Australie              | + 49 min 55 s          |
| 7e                     | Trek-Segafredo              | États-Unis             | + 1 h 15 min 06 s      |
| 8e                     | Bora-hansgrohe              | Allemagne              | + 1 h 15 min 17 s      |
| 9e                     | Androni Giocattoli-Sidermec | Italie                 | + 1 h 15 min 17 s      |
| 10e                    | UAE Team Emirates           | Émirats arabes unis    | + 1 h 34 min 46 s      |

| Classement par équipes | Classement par équipes      | Classement par équipes | Classement par équipes |
| Équipe                 | Équipe                      | Pays                   | Temps                  |
| ---------------------- | --------------------------- | ---------------------- | ---------------------- |
| 1re                    | Movistar Team               | Espagne                | 239 h 38 min 17 s      |
| 2e                     | Bahrain-Merida              | Bahreïn                | + 27 min 01 s          |
| 3e                     | Astana                      | Kazakhstan             | + 28 min 04 s          |
| 4e                     | EF Education First          | États-Unis             | + 31 min 47 s          |
| 5e                     | Ineos                       | Royaume-Uni            | + 35 min 20 s          |
| 6e                     | Mitchelton-Scott            | Australie              | + 49 min 55 s          |
| 7e                     | Trek-Segafredo              | États-Unis             | + 1 h 15 min 06 s      |
| 8e                     | Bora-hansgrohe              | Allemagne              | + 1 h 15 min 17 s      |
| 9e                     | Androni Giocattoli-Sidermec | Italie                 | + 1 h 15 min 17 s      |
| 10e                    | UAE Team Emirates           | Émirats arabes unis    | + 1 h 34 min 46 s      |

## Abandons
- Valerio Conti (UAE Emirates) : non-partant